# کامیل احمدی
کامیل احمدی (زاده ۱۳۵۱) نقده در آذربایجان غربی، پژوهشگر و مردم‌شناس کرد ایرانی - بریتانیایی است که به دلیل پژوهش‌ها و فعالیت‌هایش در زمینه‌های مردم‌شناسی اجتماعی و سنت‌های آسیب‌زا شناخته می‌شود. او در حوزه‌های تحت فعالیت خود مانند ازدواج کودکان یا کودک همسری، ازدواج موقت، صیغه و ازدواج سفید، ختنه زنان، دختران یا ناقص‌سازی آلت جنسی زنان، همجنسگرایی، دگرباشان، کودکان کار و زباله‌گردی کودکان، ختنه پسران و مردان، هویت و قومیت و اقلیت‌ها سرپرست و گردآورنده بیش از ۱۲ کتاب و پژوهش گروهی و میدانی و ۲۰ عنوان مقاله علمی به زبان‌های فارسی، انگلیسی، ترکی و کردی می‌باشد.
احمدی دانش‌آموختهٔ رشتهٔ چاپ، اقتصاد محیطی و انتشارات دانشگاه ارتباطات لندن در مقطع کارشناسی و فارغ‌التحصیل کارشناسی ارشد رشته مردم‌شناسی اجتماعی و قوم‌نگاری تصویری از دانشگاه کنت در کنتربری انگلستان می‌باشد. وی همچنین دوره‌های تخصصی و آموزشی روش تحقیق، سیاست در خاورمیانه، روش تحقیق و توانمندسازی را در دیگر مراکز آموشی و دانشگاهی گذرانده‌است. در سال ۲۰۱۷ سازمان (IKWRO) به سبب مجموعه پژوهش‌ها و تحقیقات کامیل احمدی در حوزه جنسیت، حقوق کودکان، جایزه «ناموس/افتخار واقعی» سالانه خود را به وی در دانشگاه حقوق لندن اهدا کرد. احمدی همچنین در سال ۲۰۱۸ موفق شد جایزه ادبیات و علوم انسانی بنیاد صلح جهانی بابت مجموعه آثار خود در زمینه آسیب‌های اجتماعی را در دانشگاه جرج واشینگتن کسب نماید.
احمدی در طول فعالیت‌های خود به عنوان پژوهشگر و محقق، مجری چندین طرح پژوهشی در نقاط مختلف جنوب غرب آسیا از جمله در افغانستان، ایران، عراق و ترکیه بوده‌است.
در مرداد ماه سال ۱۳۹۸ رسانه‌های داخل و خارج از ایران گزارش دادند که کامیل احمدی توسط نیروهای امنیتی جمهوری اسلامی ایران بازداشت شده‌است. او به مدت بیش از ۱۰۰ روز توسط سازمان اطلاعات سپاه در بند ۲ الف در زندان اوین در تهران بازجویی و در حبس انفرادی بود. احمدی در آذر سال ۹۸ به اتهام‌هایی نظیر ترویج و حمایت از همجنس‌گرایی در قالب پژوهش‌های علمی، تلاش برای اعمال نفوذ در تهیه و تصویب طرح افزایش سن ازدواج، ارسال گزارش خلاف واقع به گزارشگر حقوق بشر سازمان ملل و تلاش برای تجزیه ایران توسط پژوهش و تحقیق علمی و چندین مورد اتهامی دیگر به ۹ سال و سه ماه حبس و پرداخت ۶۰۰ هزار یورو محکوم شد. احمدی در بهمن سال ۹۹ در حالی که با سپردن وثیقه به شکل مشروط و موقت آزاد بود، مخفیانه از راه مرزهای کوهستانی منطقه کردستان خارج شده و به بریتانیا مهاجرت کرد.

## زندگی
کامیل احمدی متولد سال ۱۳۵۱ خورشیدی، در شهر نقده استان آذربایجان غربی به دنیا آمد و در خانواده‌ای کرد زبان و با طبقه متوسط اجتماعی بزرگ شد. همچنین وی بخش زیادی از زندگی‌ خود را در شهر پیرانشهر گذرانده است.
او تحصیلات دوره ابتدایی خود را به دلیل تغییر و تحولات سیاسی ایران بین سال‌های ۵۷ تا ۶۳ در مدارس گوناگون شهر نقده، روستای گرداشوان و شهرستان پیرانشهر گذراند و سه نظام آموزشی شاهنشاهی، حزب دمکرات کردستان ایران و جمهوری اسلامی ایران را تجربه کرد و در ادامه نیز دوره متوسطه را در مدارس مقبلی، معروفی و محمد رئوف شهرستان‌های پیرانشهر و نقده گذراند و در نهایت به دلیل عدم رغبت به تحصیل در نظام آموزشی آن زمان بعد از مردود شدن پی در پی ترک تحصیل کرد و در منزل به ادامه تحصیل و مطالعه آزاد پرداخت.
او در مصاحبهٔ خود با شبکهٔ بی‌بی‌سی بیان داشت که وی در نوجوانی به علت هواداری و فعالیت سیاسی دستگیری و شکنجه شده‌است. احمدی در زمان تنش‌های سیاسی داخلی و بعد از درگیری‌های نظامی حکومت ایران با احزاب کردستان و جنگ میان ایران و عراق، در نهایت برای ادامه تحصیل تصمیم به مهاجرت از ایران به بریتانیا گرفت. احمدی پس از مهاجرتش به انگلستان تحصیلات تکمیلی و پیش دانشگاهی خود را در این کشور ادامه داد تا این که توانست در سال ۱۳۷۸ مدرک فوق دیپلم و کارشناسی خود را در رشتهٔ چاپ، حقوق انتشارات و اقتصاد محیطی از دانشگاه ارتباطات لندن بدست آورد. وی همچنین در سال ۱۳۸۲ توانست مدرک دانش‌آموختگی کارشناسی ارشد خود را در رشتهٔ مردم‌شناسی اجتماعی و قوم‌نگاری تصویری از دانشگاه کنت واقع در کنتربری انگلستان کسب نماید و بعد از آن دوره‌های تخصصی مرتبط با خاورمیانه و روش تحقیق را در دانشگاه‌های اقتصاد و برک بک لندن پشت سر گذراند.
احمدی سپس سفرها، مطالعه و پژوهش‌های میدان محور و علمی خود را در حوزه‌های مردم‌شناسی و مستندسازی اجتماعی را در کشورهای مختلف قاره آسیا، آفریقا و اروپا شروع کرد. بیشتر تحقیقات و پژوهش‌های او که عمدتاً به صورت گروهی و میدان محور می‌باشند در ارتباط با خاورمیانه و ایران انجام شده‌است، او در موضوعاتی مانند راهنمای سفر با نگاهی مردم شناسانه به کردستان ترکیه، خودسوزی زنان در عراق و اقلیم کردستان، کودک همسری و کودکان کار در ایران، هویت، قومیت و اقلیت‌ها، وضعیت دگرباشان جنسی، برسی و شناخت ازدواج سفید و صیغه و پژوهش میدانی ختنه زنان و مردان در ایران را سرپرست و گرد آورنده چندین کتاب و پژوهش میدانی و مقاله به زبان‌های فارسی، کردی و انگلیسی می‌باشد.
در سال مرداد سال ۱۳۹۸ در حالی که احمدی بر روی موضوعاتی مانند وضعیت قومیت‌های مختلف در ایران در حال پژوهش بود و بعد از حضور در کنفرانس سازمان ملل واقع در قرارگاه آفریقایی این سازمان در پایتخت اتیوپی، آدیس ابابا و به دنبال توقیف نفتکش ایرانی حامل نفت ایران از سوی نیروی دریایی بریتانیا در تنگه جبل‌الطارق توسط نیروهای امنیتی جمهوری اسلامی بازداشت شد. او در دادگاه انقلاب به ریاست ابولقاسم صلواتی که برای برسی اتهام‌های وی تشکیل شده بود، به جرم‌هایی نظیر براندازی به واسطه پژوهش، ترویج و حمایت از همجنس‌گرایی در قالب پژوهش‌های علمی، تلاش برای اعمال نفوذ در تهیه و تصویب طرح افزایش سن ازدواج، ارسال گزارش خلاف واقع به گزارشگر حقوق بشر سازمان ملل و تلاش برای تجزیه ایران از طریق پژوهش‌های علمی و چند مورد اتهامی دیگر به ۹ سال و ۳ ماه حبس و ۶۰۰ هزار یورو جزای نقدی محکوم شد. احمدی در ایامی که با وثیقه به شکل موقت از زندان آزاد شده بود و بعد تأیید حکمش در دادگاه عالی تجدیدنظر، از طریق کوهستان از ایران خارج شده و به انگلستان مهاجرت کرد و ادامه فعالیت‌های پژوهشی و تحقیقاتی خود را در حوزه‌های مردم‌شناسی اجتماعی و مسائل مربوط به قومیت‌ها و اقوام را از سر گرفت.
کامیل احمدی بیشتر در زمینه توسعه بین‌المللی و اجتماعی در زمینه جنسیت، کودکان و مسائل مربوط به توسعه و اقلیت‌ها کار کرده‌است. آخرین مطالعات وی «از مرز به مرز» (پژوهشی جامع در خصوص پنج اقلیت عمده در ایران) که با محوریت صلح نگاشته شده و پژوهشی جامعی دیگری که در خصوص اشکال کار کودک است که هر دو این آثار در لندن دست چاپ است. وی همچنین برای نخستین بار در قالب کتابی به موضوع ختنه پسران/مردان پرداخته‌است. همچنین از او چندین مقاله و گزارش میدانی پژوهشی را به‌طور گسترده دربارهٔ موضوعات اجتماعی و سنت‌های آسیب‌زا (HTP) منتشر گردیده‌است.

## پژوهش‌ها و تحقیقات
احمدی به سبب رشته‌های تحصیلی‌اش در دانشگاه (مردم‌شناسی و قوم‌نگاری)، سفرهای متعددی به نقاط مختلف جهان جهت انجام فعالیت‌های پژوهشی و تحقیقاتی داشته‌است. او تحقیقات و پژوهش‌های خود را در بخش‌های مختلفی از کشورهای شمال آفریقا، کشورهای اروپای شرقی / بالکان و کشورهای جنوب غرب آسیا به انجام رسانده‌است. از آنجا که احمدی در کردستان ایران به دنیا آمده‌است و سال‌های کودکی و نوجوانی خویش را در مناطق و استان‌های غربی و کردنشین کشور گذرانده‌است و به سبب تجربه زیسته خود، قسمت مهمی از پژوهش‌های اولیه مردم شناسانه و قوم‌شناسی خود را در همین مناطق انجام داده‌است و سپس بعدها به موضوعات اجتماعی در سطح کشور و مرتبط با دیگر اقوام و اقلیت‌ها پرداخته‌است.
احمدی عمده تحقیقات خود را به شکل میدان محور و به صورت تیمی و گروهی اجرا و در رابطه با مسائل مختلف اجتماعی و آسیب شناختی ایران به انجام رسانده‌است. جنسیت، کودکان، اقلیت‌ها و قومیت‌ها موضوع اصلی پژوهش‌های او می‌باشند. بیشتر تحقیقات کامیل احمدی به شکلی پیوست‌دار و تنیده با یکدیگر می‌باشند که سبب شده‌است اغلب موضوعات پژوهشی او از دل میدان کار اقتباس شود و در واقع این میدان تحقیق بوده که او را به سوی پژوهشی جدید سوق می‌داده‌است. (در قسمت زیر می‌توان موضوعات مورد تحقیق وی را مشاهده کرد)

### ناسازگاری و مقاومت جوانان در مهاباد
این پژوهش که در حقیقت پایان‌نامه دانشگاهی کامیل احمدی است در ۱۳۸۵ خورشیدی در شهر کردنشین مهاباد انجام پذیرفت. این فرایند با همکاری کانون پرورش فکری کودکان و نوجوانان انجام شد و در طیِ سه ماه کار با کودکان و نوجوانان و نیز اعضای کادر این مرکز و والدین و مسئولان محلی، داده‌های عکاسی و متنی و مصاحبه‌ای جمع‌آوری شد.
نمونه‌های بصری بدست آمده در این تحقیق نشان‌دهنده ایده‌آل‌های رفتاری مناسب و در عین حال، انحراف‌های مختلف گروهی از نوجوانان مهابادی بودند که امیال و صدایشان در درون خانواده، ساختارهای جنسیتی جامعه، عرف اجتماعی در محل‌های عمومی و قید و بندهای حکومتی مهار شده بودند. هدف اولیه این پژوهش بررسی عواملی بود در که در بین جمعیت نوجوان / جوان مهاباد احساس تعلق به مکان را پدیدمی‌آورد. از دیگر اهداف پژوهش برسی اشکال مختلف مصرف رسانه‌ای جامعهٔ هدف در ابعاد محلی، ملی و فراملی بود تا نحوه تأثیر این مسئله بر نگاه جامعه هدف به وقایع و فضای محلی و همچنین روش‌هایی که آنان برای روایت این دو مورد برمی‌گزینند، مورد برسی و کندوکاو قرار گیرد.
در این پژوهش با استفاده از روش‌های عکاسی بازتابانه، از گروه هدف خواسته شد تا تصاویری با این مضمون تهیه کنند که به نظرشان با جریان وقایع محلی و جایگاه خودشان در این فرایندها مرتبط بود. سپس محصول کارشان در نمایشگاهی عمومی در مهاباد به‌مدت یک هفته درمعرض نمایش گذاشته شد. کارهای تولیدشده به‌وسیله افراد نوجوان دختر و پسر نشان‌دهنده نیروهای تأثیرگذار چندگانه و گاه متعارضی بود که در زندگی قشر جوان ایران حضور دارد، جایی که تصاویر آرمانی از «غرب» می‌تواند حسّ شخصی آن‌ها از مکان را به‌چالش کشد یا تحکیم کند. به‌ویژه با توجه به مسئلهٔ جنسیت، به‌نظر می‌رسید که میل شدیدی برای مباحثات عمومی‌تر و در عین حال، تردید دربارهٔ نقش مثبت یا منفی تأثیرات مختلط (چندگونه) وجود دارد. به‌علاوه اشکال محلی هویت، که بر مقاومت کردها دربرابرِ ملی‌گرایی حاکم مبتنی است، و بافت غالب در ارتباط با وقایع اخیر جهانی، که ایران را در تقابل سیاسی مستقیم با قدرت‌های غربی قرار داده‌است، در پاره‌ای مواقع قابل‌تشخیص بودند. این کتاب در سال ۱۳۹۹ و ۱۴۰۰ در اشکال فیزیکی و الکترونیکی راهی بازار شد و نسخه انگلیسی و کردی آن توسط نشر آوای بوف در سال ۲۰۲۲ منتشر گردید.

### راهنمای سفر به جنوب و جنوب شرقکردستان ترکیه
از جمله پژوهش‌های مردم‌نگارانه و قوم شناسانه‌ای که کامیل احمدی انجام داده‌است، پژوهشی میدانی با موضوع راهنمای سفر به شرق و جنوب شرق ترکیه است که با نگاهی قوم‌نگارانه به پانزده استان و روستاها اغلب کردنشین کردستان ترکیه که در سال ۲۰۰۹ و در طول زمان ۳ سال انجام شده و به زبان‌های انگلیسی، ترکی و کردی (کرمانجی) در استانبول به چاپ رسیده‌است. کتابی که در ظاهر یک راهنمای سفر به مناطق یادشده است اما بسیار فراتر از یک راهنمای سفر عمل می‌کند و در واقع سعی کرده ذهن خوانندگان را از تصور عقب‌ماندگی این منطقه دور کرده و به خواننده نشان دهد که آن مناطق را تنها با درگیری‌های نظامی نشناسند چرا که این منطقه تاریخی بسیار دور و پرشکوه دارد.
«نگاهی دیگر به شرق و جنوب شرق ترکیه» به عنوان یک کتاب گردشگری، دربرگیرنده اطلاعات مردم‌نگارانه است و اطلاعات دست اول و ویژه‌ای دربارهٔ جشن‌ها، رسوم، نوروز، اسطوره‌ها، آیین‌های اعتقادی، زبان، پوشش، خوراک، موسیقی و معماری و معرفی مناطق باستانی ارائه می‌دهد و سعی دارد مکان‌های ناشناخته کردستان ترکیه را که از دیرباز درگیر جنگ داخلی پ.ک. ک با حکومت مرکزی نیز بوده و به سبب آن هزاران نفر از ساکنین آن در دهه‌های ۸۰ و ۹۰ میلادی مجبور به کوچ اجباری و پناهنده شدن به شهرهای بزرگ شدند به خوانندگان بشناساند.

### ختنه زنان
از اولین پژوهش‌های احمدی بعد از بازگشت به ایران، برسی وضعیت ختنه زنان یا ناقص‌سازی جنسی زنان در ایران می‌باشد. پژوهشی که کامیل احمدی و همکارانش به صورت ناپیوسته بین سال‌های ۱۳۸۴ تا ۱۳۹۴ و در برخی از روستاهای چهار استان آذربایجان غربی، کردستان، کرمانشاه و هرمزگان به انجام رساند. نتایج تحقیقات کامیل احمدی و همکارانش حاکی از آن بود که ختنه زنان بیشتر در میان شاخه شافعی مذهب اهل تسنن و در بخش‌هایی از استان‌های هرمزگان، کرمانشاه، کردستان و آذربایجان غربی از دیرباز رایج بوده و اکنون هم به شکل پراکنده در این چهار استان انجام می‌پذیرد. احمدی در پژوهش‌های بعدی و سرکشی به این مناطق دریافت که پدیده ختنه زنان در این استان‌ها رو به کاهش بوده‌است.
او در یافته‌های پژوهشی خود مهم‌ترین دلایل ختنه زنان در این مناطق را توجیهات مذهبی و شرعی، عدم آگاهی، تحصیلات پایین و بی‌سوادی، فقر، فرهنگ مردسالارانه و باورهایی در مورد پاکدامنی، بهداشت و زیبایی دانست و نتایج مشاهدات این تحقیق در رابطه با وضعیت ختنه زنان در ایران را در کتابی با عنوان "به نام سنت" پژوهشی جامع در باب ختنه زنان در ایران گردآوری و توسط نشر شیرازه در سال ۱۳۹۴ و نسخه انگلیسی آن در سال ۲۰۱۵ توسط انتشارات Uncutvoice چاپ نمود. این کتاب به همراه ضمیمه‌ای به‌روز شده در خصوص ختنه زنان با عنوان" انگاره‌ای در حال تغییر" و پیش‌درآمدی در مورد ختنه پسران یا مردان در ایران در سال ۲۰۲۲ توسط نشر آوای بوف در دانمارک به شیوه کتاب الکترونیکی به چاپ رسید.
کامیل احمدی همزمان با انجام تحقیقات میدانی این پژوهش، اقدام به مستندسازی مصاحبه‌ها و اطلاعات بدست آمده در تحقیق نمود که بعدها منجر به ساخت مستندی با عنوان "به نام سنت" شد. مستندی که اولین فیلم مستند درباب ختنه زنان در ایران بشمار می‌آید که در چندین جشنواره فیلم کوتاه از جمله فستیوال فیلم لندن و شبکه تلویزیونی بی‌بی‌سی به نمایش درآمده‌است.

### تغییر در ختنه زنان و پیش‌درآمدی برختنه مردان/پسران
دو سال پس از انتشار اولین پژوهش ختنه زنان، کامیل احمدی و همکارنش به مناطقی بازگشت که با تیم پژوهشی‌اش در آن تحقیق کرده بود و این بار در کنار تحقیق، دست به روشنگری و آموزش چهره به چهره دربارهٔ ختنه زنان نیز زد. او می‌خواست تأثیر آموزش را در کاهش آمار ختنه زنان در مناطق مورد بررسی بسنجد؛ گزارش جدیدی که او در سال ۱۳۹۵ منتشر کرد، حاکی از کاهش چشمگیر آمار ختنه زنان در مناطقی بود که به شیوه آزمایشی و هدایت شده مورد آموزش قرار گرفته بودند. تغییر نگرش جامعه، بالا رفتن سطح آگاهی در مورد مضرات جسمی، جنسی و روانی ختنه زنان، مهاجرت روستاییان به شهرها، فوت ختان‌ها (دایه‌ها) و عدم تمایل نسل جوان به ادامه این کار و نیز تأثیر شبکه‌های اجتماعی و رسانه از جمله دلایل کاهش نرخ ختنه زنان در سال‌های اخیر بوده‌است.
در این پژوهش همچنین مسئله ختنه پسران /ختنه مردان (ناقص‌سازی جنسی آلت مردان/پسران) نیز مورد توجه پژوهشگران این تحقیق قرار گرفت. آنان معتقد بودند که ختنه پسران با حق بر بدن و حق بر سلامتی مغایرت دارد و شواهدی وجود دارد که پیامدهایش می‌تواند آسیب‌های بر جان و جسم کودکان وارد کند. در این تحقیق همچنین بیان شد که وجود دیدگاه‌های متفاوت در خصوص ختنه پسران آنچنان که در برخی نقاط دنیا مطرح است، در کشورهایی مثل ایران که بیشتر مردان ختنه می‌شوند رواج ندارد این ضرورت را ایجاد می‌کند که به این موضوع، با در نظر گرفتن حقوق کودکان توجه کرده و برای آموزش و فرهنگ‌سازی عمومی تلاش بیشتر شود. احمدی در این پژوهش خاطر نشان می‌کند که نسخه کامل پژوهش ختنه مردان / پسران بزودی در قالب کتاب منتشر خواهد شد. در سال ۱۴۰۱، این کتاب با نام «تیغ سنت به نام مذهب: کنکاشی پدیدارشناختی دربارهٔ ختنهٔ پسران یا مردان در ایران» توسط انتشارات اینترنی آوای بوف به رایگان و با سه نسخهٔ فارسی، کُردی و انگلیسی منتشر شد.

### ازدواج کودکان
یکی از مهم‌ترین موضوعاتی که کامیل احمدی بر روی آن پژوهش انجام داده‌است، موضوع ازدواج کودکان یا همان کودک همسری در ایران می‌باشد که در نهایت ضمیمه علمی طرح افزایش سن ازدواج کودکان توسط نمایندگان فراکسیون زنان مجلس شد که با اکثریت آرا در مجلس رای آورد ولی در کمیسیون قضایی مجلس رد شد. احمدی و تیم میدانی او در این پژوهش که از اولین و جامع‌ترین پژوهش‌های میدانی این حوزه است به برسی وضعیت ازدواج کودکان در ایران پرداخته‌اند. احمدی در رابطه با چرایی علت رفتن به سوی انجام این پژوهش بیان داشته‌ است که در حین پژوهش بر ختنه زنان او و تیم میدانی متوجه موجودیت و آمار بالای ازدواج کودکان و مرتبط بودن این دو آسیب اجتماعی با هم می‌شوند.
این تحقیقات نشان می‌دهد که هفت استان خراسان رضوی، آذربایجان شرقی، خوزستان، سیستان و بلوچستان، آذربایجان غربی، هرمزگان و اصفهان بیشترین فروانی کودک‌همسری را به خود اختصاص داده‌اند و نزدیک به ۱۷٪ کل ازدواج‌های ایران را ازدواج کودکان یا همان کودک همسری تشکیل می‌دهند. او از یافته‌های میدانی خود دریافت که مهم‌ترین عوامل مؤثر بر تداوم کودک‌همسری در ایران شامل عواملی همچون فقر، تحصیلات پایین و کم سوادی، حمایت قانونی، فشارهای اجتماعی و نگاه مردسالارانه و باورهای سنتی و مذهبی می‌باشد.
این پژوهش با عنوان «طنین سکوت» پژوهشی جامع در باب ازدواج کودکان در ایران در سال ۱۳۹۶ توسط نشر شیرازه در ایران و نسخه انگلیسی آن توسط Nova Pulishing در آمریکا به چاپ رسید و نسخه دیجیتالی این کتاب به همراه نسخه صوتی آن در سال ۲۰۲۱ در دانمارک توسط نشر آوای بوف تجدید چاپ شد.

### ازدواج موقتو صیغه محرمیت
احمدی پژوهشی به همراه تیم پژوهشی را با عنوان «خانه‌ای بر روی آب» پژوهشی جامع در باب صیغه محرمیت و ازدواج موقت / صیغه در ایران آغاز کرد که در آن به برسی ابعاد مختلف پدیده ازدواج موقت و صیغه محرمیت که در تحقیق قبلی در خصوص ازدواج کودکان بروز و پیوند فراوان با یکدیگر داشت در ایران پرداخته شده بود. او در این پژوهش با رویکرد کیفی و کمی و با به‌کارگیری روش زمینه‌یابی، پدیده ازدواج موقت و صیغه محرمیت را به‌طور جامع در سه کلان‌شهر تهران، مشهد و اصفهان در سال ۱۳۹۶ مطالعه نمود. یافته‌های این تحقیق حاکی از آن بود که عشرت‌طلبی و تسهیل شرایط کودک‌همسری پدیدهٔ محوری ازدواج موقت/ صیغهٔ محرمیت هستند که پیامدهایی مانند بدنامی به ویژه برای زنان و شکل‌گیری ذهنیت منفی در مردان راجع به ازدواج دائم را به دنبال می‌آورند. احمدی در کتابی که با عنوان ”خانه‌ای بر روی آب" پژوهشی جامع در باب صیغه محرمیت و ازدواج موقت در ایران که در سال ۱۳۹۷ توسط نشر شیرازه منتشر شد بیان می‌دارد که قوانین ایران در رابطه با صیغهٔ محرمیت که زمینه‌ساز ازدواج زودهنگام است و پیامدهای اجتماعی و روانی گسترده‌ای به‌ویژه برای دختران کم سن و سال و حتی پسران در پی دارد، سکوت پیشه کرده و به شکل غیر مستقیم به افزایش آمار کودک همسری دامن زده‌است. چاپ مجدد این کتاب توسط نشر آوای بوف در سال ۲۰۲۱ انجام و نسخه الکترونیکی آن به همراه نسخه صوتی آن در اینترنت باز نشر شد.

### ازدواج سفید
از دیگر پژوهش‌های بحث‌برانگیز کامیل احمدی، پژوهش او دریاره وضعیت ازدواج سفید در سه کلان‌شهر تهران، اصفهان و مشهد در بین سال‌های ۱۳۹۶ تا ۱۳۹۷ و همزمان با پژوهش میدانی دربارهٔ ازدواج موقت می‌باشد. او که این پژوهش را با همکارانش و به روش کیفی زمینه‌یابی انجام داده بود، در تحقیقات به این نتیجه رسید که عوامل محیطی (شرایط اقتصادی، ساختار اجتماعی، چارچوب قانونی و رسمی)، عوامل مداخله‌گر (شرایط خانوادگی، کم‌رنگ شدن نظارت، زیست در مهاجرت) و عوامل زمینه‌ای (تجربهٔ رابطه و جهان‌بینی فردی) عوامل مؤثر در ازدواج سفید هستند. پدیدهٔ محوری در این پژوهش، به وجود آمدن تغییرات ارزشی و هنجاری در سبک زندگی افراد و کنش راهبری آنان و تعدد و ناپایداری در روابط بود. همچنین رنگ باختن کلیشه‌های جنسیتی، آزادی انتخاب، بی‌میلی به ازدواج رسمی، طرد اجتماعی و نبود حمایت و ترس از پیگرد از مهم‌ترین پیامدهای ازدواج سفید در ایران شناسایی شدند. نتایج این پژوهش در کتاب «خانه‌ای با در باز» پژوهشی جامع در باب ازدواج سفید در ایران که به زبان‌های فارسی و انگلیسی توسط نشر مهری در لندن منتشر شد و در سال ۲۰۲۲ مجدداً توسط نشر آوای بوف تجدید چاپ و نسخه الکترونیکی و نسخه صوتی آن در اینترنت قرار گرفت.

### برسیجامعه دگرباشی در ایران
یکی از مناقشه بر انگیزترین پژوهش‌هایی که کامیل احمدی در ایران به انجام رسانده‌است، پژوهشی گروهی با عنوان «داستان شهر ممنوعه» پژوهشی جامع بر باب دگرباشان در ایران” در سه کلان‌شهر تهران، اصفهان و مشهد می‌باشد که از اولین کارهای صورت گرفته و میدانی است که در داخل کشور ایران صورت گرفته‌است. وی این تحقیق را با هدف درک احساسات و باورهای عمومی مردم درمورد جامعهٔ دگرباشی در ایران از طریق تحلیل انتقادی از نگاه خود این افراد انجام داده‌است و تلاش نموده‌است که به بررسی چالش‌هایی بپردازد که آنها براثرِ زندگی در جامعه‌ای مذهبی، طبقه‌محور، سنتی و پدرسالار ــ که دگرباشی را به‌عنوان هویت رد می‌کند ــ تجربه می‌کنند. احمدی در کتاب «داستان شهر ممنوعه» به تشریح دقیق یافته‌های پژوهشی خود در رابطه با وضعیت دگرباشان جنسی در ایران پرداخته‌است. لازم است ذکر شود که اشاره شود یکی از اتهام‌هایی که احمدی در سال ۱۳۹۹ بابت آن به ۹ سال حبس محکوم شده بود، اتهام «ترویج و پشتیبانی از همجنس‌گرایی در قالب پژوهش‌های علمی» می‌باشد. این پژوهش میدانی به زبان‌های انگلیسی و فارسی زمانی که احمدی در زندان بود توسط نشر مهری در لندن به چاپ رسید و مجدداً در سال ۲۰۲۱ توسط نشر آوای بوف به صورت کتاب و صوتی تجدید چاپ شد.

### کودکان کار
از جمله فعالیت‌های پژوهشی کامیل احمدی که به عنوان محقق اجتماعی حوزه کودکان انجام داده‌است، پژوهشی میدانی و گروهی بر روی اشکال مختلف کار کودکان در شهر تهران و حومه آن می‌باشد. او در کتاب "ردپای استثمار در جهان کودکی (پژوهشی جامع درخصوص اشکال، علل و پیامدهای کار کودکان)" به عنوان هماهنگ‌کننده و گردآورنده و در کتاب "یغمای کودکی (پژوهشی در باب شناخت، پیش‌گیری و کنترل پدیده زباله‌گردی کودکان در تهران)" به عنوان سرپرست پژوهش به همراه گروهی از همکاران میدانی خود به تحقیق و پژوهش پدیدهٔ کار کودک در تهران، پایتخت ایران، پرداخته‌است. احمدی در کتاب «ردپای استثمار در جهان کودکی» که هم‌زمان با دوازدهم ژوئن سال ۲۰۲۱، روز جهانی مبارزه با کار کودک، در دانمارک توسط نشر آوای بوف به صورت کتاب و صوتی منتشر شد، به معرفی ۲۳ شکل کار کودک، علل تداوم‌بخش کار کودک و مخاطراتی که کار زودهنگام برای کودکان درپی دارد اشاره داشته‌است.
احمدی تلاش کرده‌است در این پژوهش ارتباط بی‌واسطه‌ای میان خواننده کتاب و رنج‌ها و مشکلات کودکان کار ازطریق نقل‌قول‌های آنان برقرار نماید. احمدی در فصل چهارم کتاب، براساس تجربیات حاصل از کار میدانی، دیدگاه‌های متخصصان و جامعهٔ هدف، راهکارهایی را برای کاهش آسیب ارائه کرده‌است.

#### زباله گردی کودکان
احمدی در اواخر سال‌های حضورش در ایران به همراه چند محقق دیگر پژوهشی میدانی را در رابطه با زباله‌گردی کودکان انجام داده بود. این پژوهش در رابطه با برسی وضعیت زباله‌گردی کودکان در شهر تهران و حومه می‌باشد. کمبود مطالعات جامع و هدفمند در زمینه پدیده شایع زباله‌گردی، ناشناخته ماندن این معضل و به صدا درآمدن زنگ خطر افزایش کودکان زباله‌گرد انگیزه اصلی وی برای شروع پژوهشی با موضوع زباله‌گردی کودکان بود که با هدف شناخت پدیده زباله‌گردی، بررسی عوامل بسترساز و کاهش آسیب‌های آن برای کودکان زباله‌گرد انجام شد. این پژوهش با عنوان «یغمای کودکی» به سرپرستی کامیل احمدی و با همکاری، حمایت و سفارش «انجمن حمایت از حقوق کودکان و نوجوانان» در سال ۱۳۹۸ منتشر شد تا زوایای آشکار و پنهان پدیده زباله‌گردی کودکان را در ۱۹ منطقه تهران برای نخستین بار واکاوی و مورد تحقیق قرار دهد با هدف آنکه نتایج آن مورد توجه سازمان‌های دولتی همچون شهرداری‌ها، سازمان‌های مردم‌نهاد و متولیان دفاع از حقوق کودک قرار گیرد.

### هویت و قومیت
واپسین پروژه تحقیقاتی که احمدی تا قبل از دستگیری در ایران در حال انجامش بود، پژوهشی گروهی و میدانی با موضوع برسی وضعیت هویت و قومیت در ایران بود که به علت بازداشت و محکومیت احمدی در سال ۹۹ نیمه تمام ماند و ادامه آن بعد از آزادی مشروطش از زندان و در سال ۱۴۰۰ به اتمام رسید که نتایج آن در کتابی با عنوان «از مرز تا مرز» و در ۷۵۰ صفحه توسط نشر مهری در لندن به چاپ رسید و نسخه الکترونیکی و صوتی آن نیز توسط نشر آوای بوف در سال ۲۰۲۲ به فارسی و کردی منتشر گردید. این پژوهش کوشش کرده‌است به برسی دقیق و چند جانبه وضعیت پنج قوم (که برخی از این اقوام خود را ملت نیز می‌نامند) آذری‌ها، کردها، بلوچ‌ها، عرب‌ها و فارسی‌زبانان در ۱۳ استان ایران بپردازد. این پژوهش به تنوعات هویتی / قومیتی ایران معاصر اشاره می‌کند که با رشد فرایندهای جهانی شدن همراه شده و نوعی از مناقشات بین قومی را رقم زده‌است که در جهتِ رفع تبعیض و نابرابری‌ها درپیِ رسیدن به توسعهٔ اجتماعی به هویت خواهی و عدالت طلبی گرایش پیدا کرده‌است. احمدی و همکارانش در این کتاب به نقل از مصاحبه‌های میدانی بیان می‌دارند که هویت‌های اجتماعی ایرانی از سیطرهٔ عناصر هویت فارسی بر ارکان خویش ناراضی‌اند و وضعیت تقلیل یافتهٔ هویت تاریخی ایرانی را عادلانه و در راستای توسعهٔ هویت‌های جمعی نمی‌دانند. عمده جامعه آماری این پژوهش که از گروه شاخص قومی در ایران تشکلی شده‌اند به سیاست مرکز پیرامون، محرومیت از تحصیل به زبان مادری، رعایت نشدن حقوق شهروندی، تبعیض قومی و دینی معترض هستند و تخمین می‌زنند که اگر اقدامانت جدی و صلح محور از سوی حاکمیت در داخل ایران صورت نپذیرد ایران به سمت فروپاشی اجتماعی و سیاسی سوق داده می‌شود. لازم است ذکر شود که یکی از اتهامات کامیل احمدی که بابت آن بازداشت شد، اتهام «سعی در تجزیه ایران بوسیله پژوهش متمرکز بر اقوام» بود. اتهامی که او در جلسات دادگاه آن را را بی‌پایه و اساس دانست.

## جوایز
احمدی در طول فعالیت‌های میدانی و پژوهشی خود جوایز مختلفی را کسب نموده‌است، از جمله:
- دریافت کننده جایزه مقام نخست «ادبیات و علوم انسانی» توسط بنیاد جهانی صلح در دانشگاه جرج واشینگتن در سال ۲۰۱۸ به سبب تألیفات علمی و فعالیت‌های او در زمینه آسیب‌های اجتماعی.[۱۸۲][۱۸۳][۱۸۴][۱۸۵]
- دریافت کننده جایزه افتخار حقیقت در دانشگاه حقوق لندن توسط سازمان IKWRO در سال ۲۰۱۷ به سبب مجموعه پژوهش‌های او در حوزه جنسیت، حقوق اقلیت‌ها و کودکان.[۱۸۶][۱۸۷][۱۸۸]
- کسب جایزهٔ خبرگی سازمان RIE به سبب تحقیقات وی در باب سنت‌های آسیب‌زا در سال ۲۰۱۴.[۱۸۹]
- کسب نشان کارشناسی جهانی – اوگاندا/بریتانیا/بلژیک- حقوق پناهندگان در تبعید برای کشور مبدأ در خصوص (ناقص‌سازی آلت جنسی زنان/ ختنه زنان) در سال ۲۰۱۳.[۱۹۰]
- کسب نشان افتخار کمیته اجتماعی آفریقا (IAC) و اتنوگرافی برترین پژوهش قوم‌نگاری موزه شرق لندن (HMS) از کمیته میراث فرهنگی در موزه شرق لندن و موزه محله هاکنی در سال ۲۰۰۶.
- کسب جایزه بهترین پژوهش سال ۲۰۰۹ مرکز آثار و نشر مزوپوتامیای شهرداری‌های گاب در مرکز بین‌النهرین در دیاربکر ترکیه GABB، برای کتاب «نگاهی دیگر به شرق و جنوب شرق ترکیه».[۱۹۱][۱۹۲][۱۹۳]

او بعد از اعطای جوایز در سخنرانی و مصاحبه‌های مرتبط به مراسم‌ها این جوایز را به همکاران پژوهشی و میدانی خود و به جامعه هدف این تحقیقات اهدا کرده‌است.

## بازداشت و محکومیت

### بازداشت
کامیل احمدی که به عنوان مردم‌شناس و پژوهشگر مسائل مربوط به آسیب‌های اجتماعی در ایران فعالیت داشت، در ۲۰ مرداد ۱۳۹۸ توسط نیروهای امنیتی جمهوری اسلامی ایران بازداشت شد. به گزارش شبکه حقوق بشر کردستان (KHRN)، مقامات امنیتی خانه و خودروی احمدی را مورد بازرسی قرار داده و برخی از وسایل وی نیز توقیف نمودند. این شبکه همچنین گزارش داد که احمدی پیش از دستگیری، بر روی دو پژوهش مختلف با موضوع برسی وضعیت جوامع همجنسگرایان در ایران با عنوان "داستان شهر ممنوعه" و همچنین برسی وضعیت قومیت‌ها در ایران با عنوان از "مرز تا مرز" کار می‌کرد.

بعد از دستگیری احمدی، خانواده او به رسانه‌ها اطلاع دادند که دادستان از اعلام اتهام وی پس از انتقال به زندان اوین خودداری کرده‌است. در شهریور ۱۳۹۸ گزارش شد که بازداشت احمدی یک ماه دیگر تمدید شده‌است.در واکنش به خبر دستگیری کامیل احمدی، درخواستی توسط «سازمان دانش‌پژوهان در خطر» تنظیم و از مقامات ایران خواست برای آزادی سریع او اقدام کنند و در بیانیه‌ای که توسط دانشگاهیان و پژوهشگران اجتماعی در نقاط مختلف جهان امضا شد در آن امضا کنندگان بیانیه خواستار آزادی وی شدند. آنان در بخشی از این بیانیه گفتند: 
"ما با ناراحتی از دستگیری و بازداشت همکار (و دوستمان) در ایران - کامیل احمدی، مردم‌شناس و پژوهشگر ایرانی بریتانیای مطلع شدیم. همان‌طور که جوایز و تقدیر از کارهای وی نشان داده، مطالعات کامیل به درک ما از موضوعات بسیار مهمی مانند ختنه زنان (FGM / C)، ازدواج کودکان (ECM) و دیگر زمینه‌های اجتماعی در خاورمیانه و ایران، کمک چشمگیری کرده‌است. این گفتگو باید ادامه یابد."
چند ماه بعد از دستگیری، بازجویی و زندانی شدن احمدی در زندان اوین، او در آبان ماه سال ۱۳۹۸ با قرار وثیقه به صورت موقت و مشروط آزاد شد.
حدود ۴۸ ساعت قبل از حضور احمدی در دادگاه انقلاب برای برگزاری اولین جلسه دادگاهی‌اش، انتشار اتهاماتی حول سوء رفتار جنسی با استفاده از قدرت در کار، علیه وی صورت گرفت. کامیل احمدی با تکذیب این اتهامات؛ آنها را سیستماتیک، گزینشی و بدون راستی‌آزمایی دانسته و عنوان کرد که دو تن از راویان اتهامات او بخشی از پرونده بازجویی‌اش در زندان بوده‌اند. او برخی انتقادات را در روابط قدرت در محل کار وارد دانسته و عذرخواهی خود را بابت آن اعلام کرد.
انجمن جامعه ‌شناسی ایران پس از صدور این بیانیه‌ی احمدی، عضویت او را در انجمن لغو کرد.  کامیل احمدی در مصاحبه‌ای با بی‌بی‌سی گفت او معتقد است که انجمن تصمیمی عجولانه، ناعادلانه و قضاوتی غیر حرفه‌ای انجام داده است. برخی از أعضاء و چندین مدیرِ و دبیر زیرگروه انجمن به این تصمیم اعتراض کردند و در بررسی داخلی آنها متوجه برخی تخلفات و سوء استفاده از اساسنامه انجمن در روند این لغو عضویت شدند. از جمله آن که انجمن هرگز با احمدی تماس نگرفته تا در مورد اتهامات وی بررسی دقیق‌تری بعمل آورد و تصمیم اتخاذ شده، تحت فشار و مغایر با اساسنامه انجمن گرفته شده است.
به گزارش ایران وایر احمدی در یادداشت کوتاهی که در صفحه اینستاگرام خود نوشته بود او به کمتر از تبرئه شدن خود راضی نخواهد شد زیرا به جز کار حرفه‌ای و پژوهش، عمل خلاف قانونی انجام نداده‌است و در این یادداشت در اعتراض به بازداشت خود نوشته‌است: «جای پژوهش‌گر زندان نیست.» تاریخ این یادداشت که روی برگه‌ای با خودکار نوشته شده، ۲۵ آبان قید شده‌است. به نظر می‌رسد احمدی این نامه را یک روز پیش از آزادی خود، در زندان اوین نوشته‌است. احمدی در یادداشت کوتاه خود نوشته در دوران زندان فشارهای روحی و روانی زیادی را تجربه کرده‌است که به مثابه یک دوره آموزشی فشرده دانشگاهی برایش بوده‌است.

### حکم بدوی
بعد از بیشتر از ۱۰۰ روز بازجویی و ماندن در زندان انفرادی در بند ۲ الف سازمان اطلاعات سپاه، در آذر سال ۱۳۹۹ دادگاه برسی موارد اتهام او در شعبه ۱۵ دادگاه انقلاب اسلامی تهران به ریاست ابوالقاسم صلواتی تشکیل شد و کامیل احمدی با حکم بدوی به جرائمی مانند «تلاش برای اعمال نفوذ در تهیه و تصویب طرح افزایش سن ازدواج کودکان در مجلس»، «ترویج و پشتیبانی از همجنس‌گرایی در قالب پژوهش‌های علمی»، «همکاری و ارتباط با رسانه‌های معاند و بیگانه»، «ارسال گزارش خلاف واقع به گزارشگر حقوق بشر سازمان ملل علیه جمهوری اسلامی ایران»، «همکاری و اجرای پروژه‌های موسسات برانداز در مسائل زنان و کودکان» و «سعی در تجزیه ایران بوسیله پژوهش متمرکز بر اقوام و پژوهش و اجرای آنها در راستای سند ۲۰۳۰ (برنامه توسعه پایدارسازمان ملل)» متهم و به تحمل ۹ سال و ۳ ماه زندان و پرداخت ششصد هزار یورو جریمه محکوم شد.

در پی اعلام این خبر توسط وکیل کامیل احمدی، او در وبگاه شخصی، توئیتر و فیس‌بوک خود با اعتراض به حکم نوشت: 
«برخلاف تمام تحلیل‌های حقوقی و امید به قضاوت منصفانه در حالی محکوم شدم که در صد روز بازداشت و بازجویی‌های فراقانونی، امکان دسترسی به وکیل نداشتم و این حکم پس از دو جلسه غیرکارشناسی دادگاه در پروسه‌ای مملو از ایرادات حقوقی صادر شد. محور حقوقی اتهامم به پژوهشم در مورد آسیب‌زاترین سنت‌ها دربارهٔ کودکان در کم‌برخوردارترین مناطق بازمی‌گردد اما هدف اصلی، اتهام ارتباط پژوهش‌هایم به سناریوی نفوذ فرهنگی، سند ۲۰۳۰ یونسکو سازمان ملل و توقف فعالیت‌هایم با جامعه هدف تحقیقاتم و اقلیت‌هاست. اکنون با تمام باقیمانده توانم به این حکم اعتراض و امیدوار به دادرسی منصفانه در تجدید نظر هستم. جای پژوهشگر زندان نیست.»

### خروج از ایران
در ۱۵ بهمن ۱۳۹۹ کامیل احمدی اعلام کرد که از مرز ایران خارج شده و خود را به بریتانیا رسانده‌است. او بعد از خروج از ایران در مصاحبه‌هایی که با تلویزیون جهانی بی‌بی‌سی و کانال ۴ انگلستان داشت، به توضیح دربارهٔ روند برسی پرونده خود، ایامی که در زندان بود و چگونگی خروجش از ایران پرداخت. او در توصیف چگونگی ترک کشور بیان داشت که ایران را با پای پیاده و از راه کوهستان ترک کرده‌است. او در صحبت‌های خود اظهار داشت که با «تأیید بی‌کم و کاست حکم دادگاه بدوی در دادگاه تجدیدنظر» به این نتیجه رسیده‌است که «عقلانیت، وجدان و قضاوت عادلانه‌ای وجود ندارد» و تأکید کرد که این تصمیم را «نه از روی انتخاب بلکه از سر اجبار» گرفته‌است. او در توضیح دربارهٔ ایامی که در بازداشت بود بیان داشت که با «بازجویی‌های بلندمدت و فراقانونی و اتهامات غیرواقعی» روبه‌رو شده‌است. کامیل احمدی در مصاحبه خود با بی‌بی‌سی گفت که در دوره زندان، بازپرس ارشد پرونده به این دلیل که او کُرد، سنی و دوتابعیتی بوده و روی مسائل حساس پژوهش می‌کرده، به او گفته «تو خیلی خوش‌خوراکی» و اینکه دستگیری او بعنوان شهروند بریتانیای در آزاد کردن کشتی توقیف شده ایرانی توسط نیروی دریایی بریتانیا در تنگه جبل الطارق نقش داشته‌است. وی در ادامه صحبت‌های خود به جلسات محاکمه‌اش در دادگاه انقلاب به ریاست ابوالقاسم صلواتی اشاره داشت و آن را «نمایشی و غیرقانونی» خوانده و بیان کرد که «پژوهش همسو با سند ۲۰۳۰ سازمان ملل» از جمله اتهامات او بوده‌است.
احمدی در مصاحبه و سایت خود دربارهٔ تصمیم‌اش مبنی خروج از ایران می‌گوید: «نمی‌توانستم نسبت به سرنوشتم بی‌تفاوت باشم… ماندن من به این سیستم گفت‌وگوناپذیر رخصت می‌داد که یک نفر دیگر را هم گروگان بگیرد.» احمدی از جمله به مواردی اشاره کرده که بازجوهای پرونده برای زیر فشار گذاشتن او به کار گرفته‌اند: «تقطیع مصاحبه‌هایم، هک کردن ایمیل‌ها و قاپیدن تلفن همراهم، دستبرد به حریم خصوصی، دسترسی به جزئیات زندگی خصوصی‌ام و استفاده از آن، اجبار برخی افراد برای اعتراف و بکارگیری‌شان علیه من و در نهایت بازداشت و زندانم که نقطه عطفی بر تمام این فشارها بود.»
او سپس نسخه‌ای از حکم دادگاه و دفاعیات خود را به زبان‌های فارسی و انگلیسی منتشر و در اختیار مطبوعات و عموم قرار داد و در آن گفت:
"موارد اتهامی، بخش‌های اصلی حکم دادگاهم و دفاعیه دادگاه تجدیدنظر را به منظور شفاف‌سازی اذهان عمومی و در اعتراض به حکم غیرعادلانه‌ام در سایتم به صورت فایل منتشر کردم، که به‌نظرم برای اثبات بی‌گناهی من کافی‌است. باشد که در تاریخ که بهترین داور است ثبت شود. جایی پژوهشگر زندان نیست. عاقبت تصمیمی که مدت‌ها بود، با آن کلنجار می‌رفتم، نه از روی انتخاب که از سر اجبار گرفتم. کامیل احمدی. ۱۹ بهمن ۱۳۹۹."
وی در بیانه‌ای به انگلیسی و فارسی که در سایت شخصی خود منتشر کرد، اعلام داشت که از این پس وارد عرصه اجرا، گفتگو و کمک به ترویج صلح خواهد شد. همچنین احمدی بعد از خروجش از ایران و مهاجرت به انگلستان در مصاحبه با شبکهٔ بی‌بی‌سی بیان داشت که همچنان فعالیت‌های سابق خود از جمله پژوهش و تحقیق در حوزه‌های مردم‌شناسی و اتمام پژوهش‌های ختنه مردان/پسران و پرداختن به موضوع زنا با محارم با تأکید بر کودکان است و بعد از آن مسائل مربوط به اقوام و ملیت‌ها را از سر خواهد گرفت و اکنون مشغول نگارش زندگینامهٔ خود است که در آن به بیان سرگذشت خود از دوران کودکی و زندگی در کردستان تا مهاجرت به انگلستان و پژوهش در مناطق مختلف از جمله کار و تحقیق میدانی در ایران، دستگیری و خروج ناگزیر و مجددش از ایران خواهد پرداخت.

## نوشته‌ها

### کتاب‌ها

#### کتاب‌های فارسی
- احمدی، کامیل و همکاران. به نام سنت (پژوهشی جامع در باب ختنه زنان در ایران)، تهران، نشر شیرازه، چاپ اول، (۱۳۹۴)
- احمدی، کامیل و همکاران. طنین سکوت (پژوهشی جامع در باب ازدواج زودهنگام کودکان در ایران)، تهران، نشر شیرازه، چاپ اول، (۱۳۹۶)
- احمدی، کامیل و همکاران. خانه‌ای بر روی آب (پژوهشی جامع در باب ازدواج موقت و صیغه محرمیت در ایران)، تهران، نشر شیرازه، چاپ اول، (۱۳۹۷)
- احمدی، کامیل و همکاران. یغمای کودکی (پژوهشی درباب شناخت، پیشگیری و کنترل پدیدهٔ زباله‌گردی کودکان در تهران)، تهران، انجمن حمایت از حقوق کودکان و نوجوانان، چاپ اول، (۱۳۹۸) (به عنوان سرپرست پژوهش)
- احمدی، کامیل و همکاران. داستان شهر ممنوعه (پژوهشی جامع در باب دگرباشان در ایران)، لندن، نشر مهری، چاپ اول، (۱۳۹۸)
- احمدی، کامیل و همکاران. خانه‌ای با در باز (پژوهشی جامع در باب ازدواج سفید در ایران)، تهران، نشر شیرازه، چاپ اول، (۱۳۹۸)
- احمدی، کامیل. سازگاری و مقاومت در مهاباد (تأثیر رسانه‌ها، تفاوت‌های جنسیتی و مقاومت در بین نوجوانان: قوم‌نگاری تصویری از کردستان ایران)، دانمارک، نشر اینترنتی آوای بوف، (۱۳۹۹)
- احمدی، کامیل و همکاران. انگاره‌ای درحال تغییر (پژوهشی جامع دربارهٔ ختنه زنان در ایران و پیش‌درآمدی بر ختنه پسران/مردان در ایران)، دانمارک، نشر اینترنتی آوای بوف، (۱۴۰۰)
- احمدی، کامیل و همکاران. ردپای استثمار در جهان کودکی (پژوهشی جامع در خصوص اشکال، علل و پیامدهای کار کودکان)، دانمارک، نشر اینترنتی آوای بوف، (۱۴۰۰)
- احمدی، کامیل و همکاران. از مرز تا مرز (پژوهشی جامع در باب هویت و قومیت در ایران)، لندن، نشر مهری، چاپ اول، (۱۴۰۰)

#### کتاب‌های انگلیسی
- Ahmady, Kameel 2009: Another look at east and southeast Turkey. GABB Publication, Diyarbakır.
- Ahmady, Kameel Et al 2015: In the Name of Tradition (A Comprehensive Research Study on Female Genital Mutilation / Cutting (FGM/C) in Iran), Un-Cut/Voices Press, Germany.
- Ahmady, Kameel Et al 2017: An Echo of Silence (A Comprehensive Research Study on Early Child Marriage (ECM) in Iran). Nova publishing, USA.
- Ahmady, Kameel Et al 2020: Forbidden Tale (A comprehensive study on lesbian, gay, bisexuals (LGB) in Iran). AP Lambert Academic Publishing, Germany.
- Ahmady, Kameel 2021: Temporary and Child Marriages in Iran and Afghanistan. Springer, Singapore.
- Ahmady, Kameel 2021: Conformity and Resistance in Mahabad (Media Consumption, Conformity and Resistance: A Visual Ethnography of Youth in Iranian Kurdistan). Scholars Press, Netherlands.
- Ahmady, Kameel Et al 2021: House with Open Door A comprehensive research study on white marriage (cohabitation) in Iran. Mehri Publication, London-UK.
- Ahmady, Kameel 2021: The Changing Paradigms Of FGM (Country Report on Female Genital Mutilation/ Cutting (FGM/C) in Iran With an introduction to Male Circumcision / Male Genital Mutilation (MGM/C) in Iran). Scholars Press, Netherlands.
- Ahmady, Kameel Et al 2022: A house on water (A comprehensive study on temporary marriage in Iran). AP Lambert Academic Publishing Germany.

### مقالات

#### مقالات فارسی
- احمدی کامیل. دگرباشان ایران شهروندانی بی‌حقوق! تحلیلی بر قوانین موجود و راهکارهای حقوقی برای دگرباشان در ایران، فصلنامه علمی (مقاله علمی پژوهشی) جامعه‌شناسی سیاسی ایران، سال اول، شماره سوم (پیاپی۳) پاییز ۱۳۹۷، صص۲۵۳ – ۲۹۱.
- احمدی کامیل. مطالبات قومی در ایران بر مدار عدالت و توسعه، فصلنامه علمی (مقاله علمی پژوهشی) جامعه‌شناسی سیاسی ایران، سال دوم، شماره اول (پیاپی ۵) بهار ۱۳۹۸، ص ۲۴۲۹–۲۳۸۶.
- احمدی کامیل. پویاشناسی افراد دگرباش در ایران از منظر حقوقی و دینی، فصلنامه مطالعات روان‌شناسی و علوم تربیتی، دوره ۵، شماره ۲، پاییز ۱۳۹۸، صفحات ۱۶۲– ۱۳۸.
- کامیل احمدی. زیر پوست شهر: تحلیل پدیده ازدواج سفید در کلان‌شهرهای ایران، نشریه علمی مطالعات پژوهشی در علوم انسانی و علوم اجتماعی، شماره ۶۳، تابستان ۱۳۹۹، صفحات ۹۴ – ۱۰۸.
- احمدی کامیل. مهاجرت و جنسیت در دگرباشان (LGBT) ایران، فصلنامه مطالعات روان‌شناسی و علوم تربیتی، دوره ۷، شماره ۳، پاییز ۱۳۹۹، صفحات ۳۸ – ۱۳.
- احمدی کامیل. تبیین اجتماعی علل و پیامدهای ختنه زنان در ایران، فصلنامه مطالعات روان‌شناسی و علوم تربیتی، دوره ۷، شماره ۲، تابستان۱۳۹۹، صفحات ۷۸ – ۶۲.
- احمدی کامیل. زنانه شدن فقر: علت‌ها و پیامدهای ازدواجهای موسوم به «کودک همسری» در ایران، فصلنامه مطالعات روان‌شناسی و علوم تربیتی، دوره ۵، شماره ۲، تابستان ۱۳۹۹، صفحات ۱۷۷ – ۱۶۳.
- احمدی کامیل. بررسی صلح مدار چالش هویت قومی در ایران (مطالعه به روش GT در بین ۵ گروه قومی در ایران)، نشریه علمی مطالعات پژوهشی در علوم انسانی و علوم اجتماعی، شماره ۶۳، تابستان ۱۴۰۰، صفحات ۹۳ – ۶۳.
- کامیل احمدی. بررسی آسیب‌شناختی صیغه محرمیت و ازدواج موقت در ایران، نشریه علمی مطالعات پژوهشی در علوم انسانی و علوم اجتماعی، شماره ۶۳، تابستان ۱۴۰۰، صفحات ۵۰ – ۶۴.
- احمدی کامیل. سیاست‌های مرتبط با فرهنگ ختنه زنان / ناقص‌سازی آلت جنس زنان در ایران، فصلنامه مطالعات روان‌شناسی و علوم تربیتی، دوره ۵، شماره ۲، تابستان ۱۴۰۰، صفحات ۱۸۹ – ۱۷۸.
- احمدی کامیل. طنین سکوت: پژوهشی جامع دربارهٔ ازدواج زودهنگام کودکان در ایران، فصلنامه خانواده درمانی کاربردی، دوره ۲، شماره ۲، شماره پیاپی ۶، تابستان ۱۴۰۰، صفحات ۵۲۷ – ۵۰۸.
- احمدی کامیل. نقش ازدواج موقت (TM) در ترویج کودک همسری (ECM) در ایران، فصلنامه مطالعات روان‌شناسی و علوم تربیتی، دوره ۷، شماره ۳، پاییز ۱۴۰۰، صفحات ۵۷ – ۳۹.
- احمدی کامیل. نقض حقوق کودک در خصوص کار کودکان در ایران، تحلیل‌ها و راهکارها، مجله علمی رویکردهای پژوهشی در علوم اجتماعی (سال هفتم)، شماره ۲۷، پاییز ۱۴۰۰، صفحات ۷۱ – ۵۰.

#### مقالات انگلیسی
- Ahmady, Kameel. Changing the Attitude of Young People Towards Marriage with a Focus on Law and Environmental Conditions such as Religion and Custom, Paper presented at the 8th International Conferences on Economics and Social Sciences hosted by Cyprus Science University, Antalya, TURKEY, pp. 314-328, October 2022.
- Ahmady, Kameel. Gender differences in child labour: A systematic review of causes, forms, features and consequences, Paper presented at the 8th International Conferences on Economics and Social Sciences hosted by Cyprus Science University, Antalya, TURKEY, pp. 315-348, October 2022.
- Ahmady, Kameel. Gender differences in child labour: A systematic review of causes, forms, features and consequences, Paper presented at the 8th International Conferences on Economics and Social Sciences hosted by Cyprus Science University, Antalya, TURKEY, pp. 315-348, October 2022.
- Ahmady, Kameel. Traces of Childhood Exploitation. A Comprehensive Study on the Forms, Causes and Consequences of Child Labour in Iran, Paper presented at the 2th International Conferences on Economics and Social Sciences Hosted by The Polytechnic of Guarda PORTUGAL, pp. 145-167, August 27 – 28, 2022.
- Ahmady, Kameel. Narratives and minority: Stories from lesbian, gay and bisexual individuals in Iran: And an overview on the prevalence of LGB groups, Paper presented at the 2th International Conferences on Economics and Social Sciences Hosted by The Polytechnic of Guarda PORTUGAL, pp. 543-557, August 27 – 28, 2022.
- Ahmady, Kameel. In the Name of Traditions: A Comprehensive Study on the Impact of Female Genital Mutilation (FGM) on Women and Girls An Overview of Female Genital Mutilation (FGM) in Iran, International Journal of Kurdish Studies 8 (1), pp. 119-145, Jan 2022.
- Ahmady, Kameel. THE NEXUS BETWEEN TEMPORARY MARRIAGE AND EARLY CHILD MARRIAGE IN IRAN, Paper presented at the 14th Eurasian Conference on Language and Social Sciences Hosted by University of Gjakova‘Fehmi Agani, KOSOVO, pp. 376-391, Jan 2022.
- Ahmady, Kameel. A Peace-Oriented Investigation of the Ethnic Identity Challenge in Iran (A Study of Five Iranian Ethnic Groups with the GT Method), 2022, 13th Eurasian Conferences on Language and Social Sciences pp.591-624
- Ahmady, Kameel. Exploitation and Exclusion: A Socio-Cultural Analysis of Child Labour in Iran, 2022, 13th Eurasian Conferences on Language and Social Sciences pp.561- 583
- Ahmady, Kameel. Violation: Child Labour Rights in Iran – Analysis and Solutions, 7th International Conference on Economics and Social Sciences, Cyprus Science University, 2022, pp.91-115
- Ahmady, Kameel. Investigation of the Ethnic Identity Challenge in Iran- A Peace-Oriented, EFFLATOUNIA - Multidisciplinary Journal, Vol. 5 No. 2 (2021) pp. 3242-3270
- Ahmady, Kameel. The Role of Temporary Marriage (TM) in Promoting Early Child Marriage (ECM) in Iran, Swift Journal of Social Sciences and Humanities, February 2021, pp 47-66.
- Ahmady, Kameel. Nonconformity and Resistance in Mahabad with Focusing on Cultural, Social, and Gender Aspects (Culture, Protesting Views and Analysis of Youth), EFFLATOUNIA - Multidisciplinary Journal, Vol. 5 No. 2 (2021)
- Ahmady, Kameel. Harmful traditions practice: A comprehensive study on female genital mutilation, Journal of obstetrics and gynaecology Canada: JOGC = Journal d'obstétrique et gynécologie du Canada: JOGC. Volume 42: Number 2 (2020, February); pp e21- -- Healthcare & Financial Pub. , Rogers Media [for the] Society of Obstreticians and Gynaecologists of Canada = Société des obstétriciens et gynécologues du Canada
- Ahmady, Kameel. Temporary Marriage: an Approved Way of Submission, Swift Journal of Social Sciences and Humanities, Vol 5(1) pp. 023-033 March 2019.
- Ahmady, Kameel. The Narrative of Lesbian Gays and Bisexual in Iran and the Chronic Closet, Swift Journal of Social Sciences and Humanities, Vol 5(1) pp. 01-022 March 2019.
- Ahmady, Kameel. Feminization of Poverty- The Cause and Consequence of Early Childhood Marriages in Iran, Swift Journal of Social Sciences and Humanities, March 2018 Vol. 4(1), pp. 001-010.
- Ahmady, Kameel. Migration and Gender for Iranian LGBT, The Journal of International Relations, Peace Studies, and Development | Arcadia University, Vol. 4: Iss. 1 , Article 2, 2018.
- Ahmady, Kameel. Prevalence of Female Genital Mutilation/Cutting (FGM/C) in Iran, 2016, 3rd BerlinInternational Conference. The Scientific Information Database (SID), pp. 189-201
- Ahmady, Kameel. Valley of the Wolves”: Nationalism, Conflict and the Other in a Turkish Film, Eprints, Keeles, Vol 2(6) February 2006.

## فیلم‌شناسی
به سبب تحصیلات احمدی در رشته مردم‌شناسی و قوم‌نگاری تصویری، او سازنده و مشاور فیلم‌ها و مستندهایی با مضامین مردم‌شناسانه و قوم‌نگارانه می‌باشد.

### فیلم‌ها و مستندها
- مستند فقر و نان؛ فیلمی مستند دربارهٔ زندگی و شرایط کولبران در ایران به زبان کردی، زیرنویس انگلیسی (۱۳۸۳)[۲۶۷][۲۶۸]
- قوم‌نگاری مهاجرین کرد از کشورهای مختلف کردنشین: مستندی برای روایت‌ها و تجربه‌های شهروندان کرد که در انگلستان زندگی می‌کنند. این پروژه با عنوان تاریخ گویای برای موزه شرق لندن در سال ۲۰۰۵ انجام شد. (۱۳۸۴)[۲۶۹]
- مستند استقلال در آسمان؛ مستندی کوتاه که به موضوع پارازیت بر روی کانال‌های ستلایت کردی در ترکیه و کردستان ترکیه می‌پردازد. (۱۳۸۵)[۲۷۰]
- مستند به نام سنت، فیلمی مستند درباب ختنه زنان در ایران (فارسی و انگلیسی) (۱۳۹۶)[۲۷۱][۲۷۲][۲۷۳][۲۷۴][۲۷۵][۲۷۶]
- مستند ترانه یک از هزار، مستند کوتاهی دربارهٔ ختنه زنان و ازدواج کودکان (مشاور در ساخت مستند) (۱۳۹۷)[۲۷۷]
- مستند یغمای کودکی؛ مستندی با موضوع زباله‌گردی کودکان در تهران. (مشاور در ساخت مستند) (۱۳۹۸)[۲۷۸][۲۷۹]

### قوم نگاری تصویری
- قوم‌نگاری تصویری موتور تاکسی‌های تهران (۱۳۸۳)[۲۸۰]
- قوم‌نگاری تصویری یک روز با یک خانواده از عشایر کرد (۱۳۸۵)[۲۸۱]
- قوم‌نگاری تصویری زندگی با جاده‌ها؛ به تصویر کشاندن چالش‌ها و خطرات مسافرت در جاده‌های ایران (۱۳۸۵)[۲۸۲]
- قوم‌نگاری تصویری زیارتگاه‌های کردستان؛ قوم‌نگاری تصویری «زائران»، گزارش تصویری از زیارت در کردستان ایران (۱۳۸۵)